# André Carrilho
André Machado Carrilho (Amadora, 26 de Julho de 1974) é um ilustrador, caricaturista, cartunista, animador, realizador e produtor de animação português.  

## Biografia
É filho do político, arquitecto e professor moçambicano Júlio Eduardo Zamith de Franco Carrilho e da arquitecta portuguesa Isabel Maria de Sá Machado. 
Como cartunista começou a sua carreira em 1992 no jornal Ponto Final, em Macau. 
Em 1994 integrou a equipa de ilustradores do jornal satírico O Fiel Inimigo, que duraria um ano. Em 1996 iniciou uma colaboração regular com o jornal semanário O Independente, que duraria até 2001. Nesse mesmo ano recebeu o Gold Award para Illustrator Portfolio da Society for News Design, prémio que lhe abriria as portas do mercado internacional. 
Em 2003 começou a colaborar com o The New York Times Book Review sob a direcção artística de Steven Heller. No mesmo ano começou uma colaboração semanal com o jornal britânico The Independent, que duraria até 2016 . 
Em 2005 começou a colaborar com a revista Vanity Fair como caricaturista  tendo em 2015 feito um mural de caricaturas para a festa dos Óscares organizada anualmente pela revista.
De 2007 a 2019 ilustrou mensalmente a coluna de Steve Erickson na revista Los Angeles, sob a direcção artística de Stephen Banks . De 2007 a 2021 foi o ilustrador das capas do suplemento mensal Bücher am Sonntag  do jornal suíço Neue Zurcher Zeitung. 
Desde 2007 é o cartunista residente do jornal português Diário de Notícias. Em 2014 o seu cartoon sobre a epidemia do vírus Ébola para o DN tornou-se mundialmente viral , ganhando o Grande Prémio do World Press Cartoon em 2015 . 
Em 2014 começou uma colaboração regular com a revista britânica The New Statesman, tendo sido incluído na lista de 12 colaboradores mais influentes no número do 110º aniversário da revista, publicado em Abril de 2023 . A capa We Can't Breathe de Junho de 2020 que ilustrou para a revista, com direcção de arte de Erica Weathers, ganhou o prémio Cover of the Year , na categoria Consumer, nos British Society of Magazine Editors Awards 2020 .
É co-criador, produtor, realizador e animador de Spam Cartoon , um projecto de cartoons animados semanais da RTP3. Spam Cartoon foi criado por João Paulo Cotrim e André Carrilho em 2009 para a SIC Noticias , tendo migrado em 2017 para a RTP, e conta com a colaboração de Cristina Sampaio, Tiago Albuquerque e João Fazenda.
É o autor do livro A Menina com os Olhos Ocupados, editado pela Bertrand Editora que em 2020 recebeu o Prémio Nacional de Ilustração , a Gold Medal da Society of Illustrators (USA)  e o Grand Prix na Hiii Illustration 2020 (China) 
Em 2022 foi convidado por Jamie Hewllet a criar uma banda desenhada de 10 páginas para integrar o Gorillaz Art Book, um livro que comemora os 20 anos da banda Gorillaz e que conta com a participação de 40 artistas internacionais.
André Carrilho é membro do Cartooning for Peace . 